# Kyklop

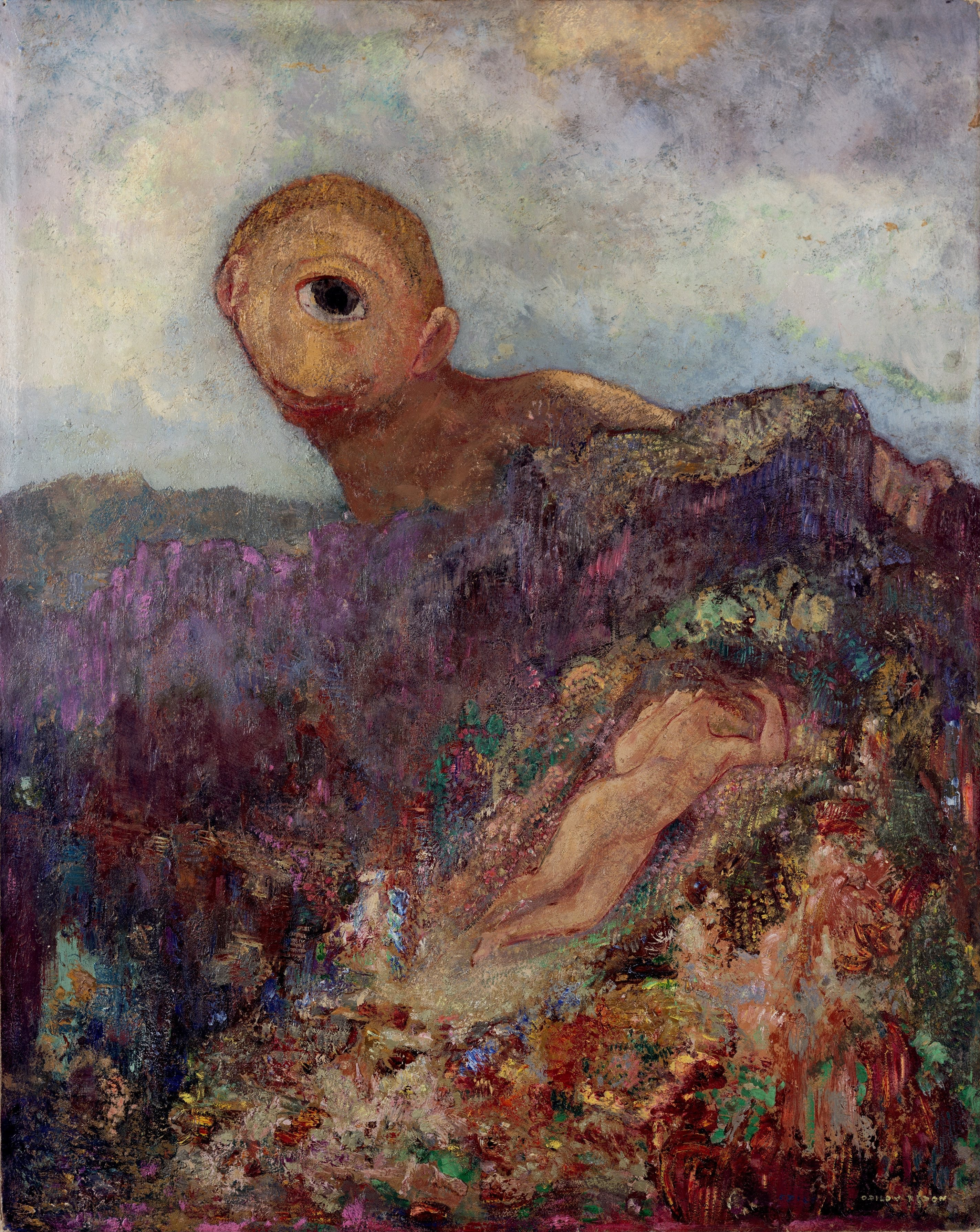
Kyklop – obraz francouzského malíře Odilona Redona

Kyklopové jsou postavy z řecké mytologie, obři s jedním okem uprostřed čela. Jejich řecký název Κύκλωπες (Kýklopes) znamená „kruhové“ nebo „kolové oko“.
Podle řeckého básníka Homéra tvořili národ, který žil v zemi zvané Hyperia, bydleli v jeskyních, proto také byli nevzdělaní a suroví. Nejznámější z Kyklopů byl Polyfémos, který byl synem boha Poseidóna.
Podle Hésioda jsou jen tři Kyklopové – Steropés, Brontés a Argés, jejich otcem je bůh Úranos a matkou bohyně Gaia. Přidali se k nejvyššímu bohu Diovi, když se postavil proti svému otci Kronovi, a ukovali mu hromy a blesky, s jejichž pomocí zvítězil. Tato zbraň byla společným dílem všech tří kyklopů. Steropés zhotovil blesk, Brontés přidal hrom a Argés přidal jas. Zároveň poskytli v boji proti Kronovým Titánům Hádovi přilbu neviditelnosti. Jejich dílem jsou prý i luk a šípy, které používala bohyně Artemis. Přilbu neviditelnosti pak Hádes zapůjčil Perseovi, při jeho zápase s Medúsou.
Někteří autoři považovali Kyklopy za syny storukých obrů Hekatoncheirů a za jejich vlast Malou Asii. Římané v nich viděli zpravidla pomocníky boha Vulkána (řeckého Héfaista). Žili prý na Sicílii, dílnu měli pod Etnou a v sopce na jednom z Liparských ostrovů. Kyklopi dávno vyhynuli, zachovalo se jen množství jejich vyobrazení od antických i moderních umělců.
V proslulé pasáži Homérovy Odysseii se hrdina básně, Odysseus, na neznámém ostrově setkává s kyklopem Polyfémem, synem Poseidóna a nereidovny Thoosy, který zde žije s dalšími kyklopy.
Kyklopové prý také postavili „kyklopské hradby“ měst Tiryns a Mykény na Peloponéském poloostrově. Také zvuky vycházející z nitra sopek byly připisovány jejich činnosti.
Povídalo se, že tyto Kyklopy později zabil Apollón, když Zeus sprovodil ze světa jeho syna Asklépia zásahem blesku, který mu právě Kyklopové zhotovili.

## Homérovi Kyklopové

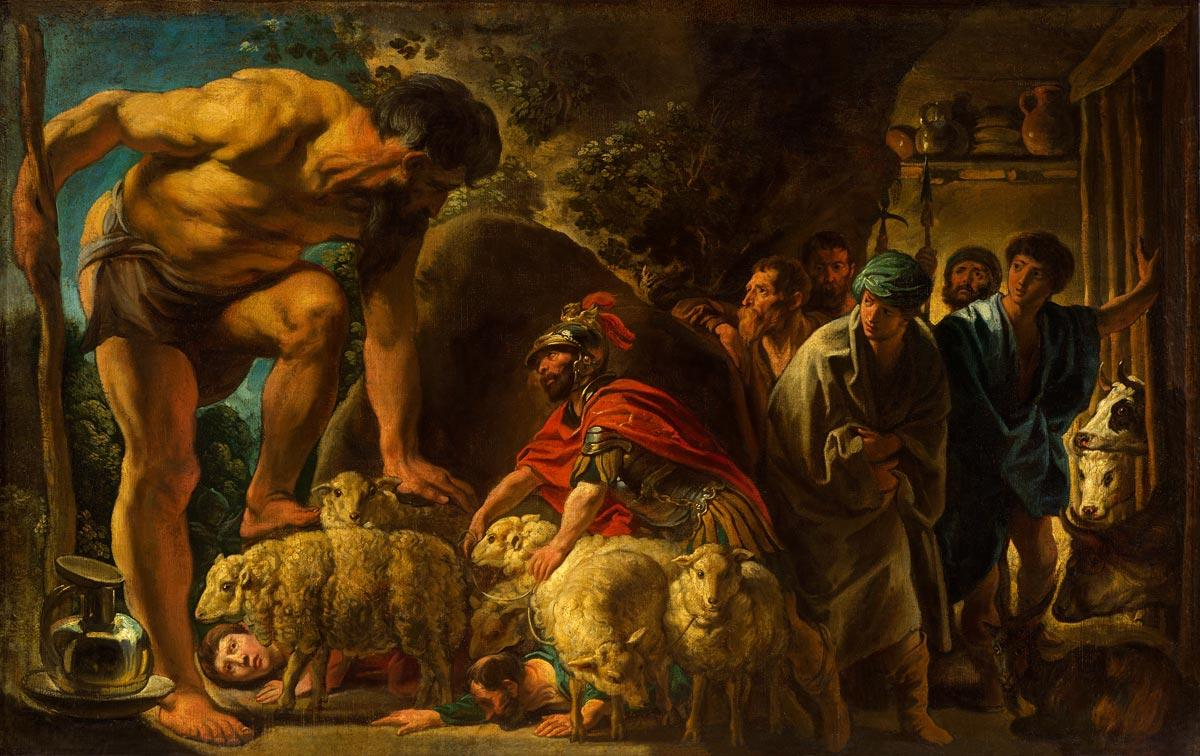
Jacob Jordaens - Odysseus v jeskyni Polyfémově

Kyklopové byli obrovští jednoocí netvoři, kteří žili na ostrově stejného jména. Obvykle je pod termínem „Kyklop“ odkazováno na Polyféma, syna Poseidona a Thoose. Právě tohoto Kyklopa se podařilo Odysseovi oslepit a díky tomu se svými druhy unikl z jeho jeskyně. Ztratil však za svého pobytu na ostrově ze svých dvanácti lidí plnou polovinu.
Tento příběh z Odyssei je vtipněji podán v satirické hře od Euripida nazvané Kyklopové.
Řecký básník ze Sicílie jménem Theokritos napsal dvě básně přibližně roku 275 př. n. l. o Polyfémově touze po Galatei, mořské nymfě. Když však Galatea dávala přednost Ákidovi, Polyfémos ho zabil obrovským hozeným balvanem. Galatea stačila uprchnou a Ákisova krev vyteklá zpod balvanu se změnila na sicilskou řeku stejného jména.

## Původ
Walter Burkert mezi jiným naznačuje, že starobylé skupiny nebo společnosti menšími bohy zrcadlí skutečný kult společenství: „může se jednat o domněnku, že za názvy Kabeirové, Daktylové, Telchinové a Kyklopové se mohou skrývat kovářské spolky.“ Mnoho učenců tak věří, že legenda o jediném oku Kyklopů mohla vzejít z pozorování práce skutečných kovářů, kteří na jednom oku nosili pásku, aby tak zabránili odlétávání jisker do obou očí. Robert Graves naproti tomu uvádí, že se jedná pravděpodobně o kováře, kteří byli tetováni na čele soustřednými kruhy na znamení úcty ke slunci. Kyklopové v Homérově Odysseie jsou jiného typu než v Hésiodově práci „Teogony“ (O původu bohů); byli dost pozdě přiřazeni do panteonu bohů a neměli žádné spojení s kováři. Je možné, že legendy spojené s Polyfémem o něm před Homérovou Odysseiou nemluvily jako o kyklopovi. Polyfémos mohl původně být nějakým druhem místního démona nebo monstra. Triamantes v Krétské legendě naznačoval, že byli venkovskou rasou lidožravých obrů s třetím okem umístěným na zadní straně hlavy. Přestože Triamantes popisuje jejich oči jinak, nápadně se podobají Homérovým Kyklopům.
Další teorie o možném původu Kyklopů je legenda, podle které byly starověkými Řeky nacházeny na Krétě a Sicílii lebky trpasličích prehistorických slonů, které jsou dvakrát větší než lebka lidská. Vzhledem k velké centrální nosní dutině (pro chobot) v lebce, mohli uvěřit tomu, že se jedná o jediný velký oční důlek. Menší, skutečné oční důlky jsou umístěny po stranách lebky a jsou velmi mělké a díky tomu stěží rozeznatelné. Vzhledem k tomu, že měli zřejmě malé zkušenosti s žijícími slony, nebyli schopni rozeznat správný původ lebek.
Zatímco je obvykle přijímáno, že kyklop má pouze jedno oko, Homérův popis Polyféma tomu neodpovídá. Na jedné z váz je zobrazen Odysseus oslepující Polyféma pomocí velké vidličky s dvěma hroty, což by předpokládalo, že kyklop měl dvě oči.
Kýchavice bílá (Veratrum album), bylinná léčivka popsaná Hippokratem před rokem 400 př. n. l., obsahuje alkaloidy cyklopamin a jervin, které mohou způsobit poruchu zvanou kyklopie (arinencefalie).

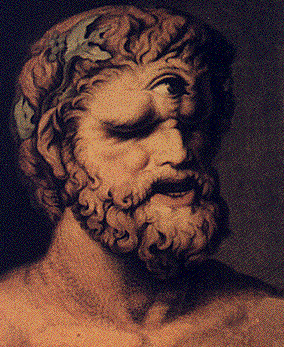
Polyfémos – obraz malíře Johanna Heinricha Wilhelma Tischbeina, 1802

## Kyklopové v kultuře
Kyklopové byli vděčným tématem zobrazování, i když největší popularity se samozřejmě dostávalo Polyfémovi.
Literatura
- Homér – Odysseia (epická báseň)
- Hésiodos – O původu bohů (báseň)
- Eurípidés – Kyklopové (satyrské drama)
- Josef Václav Sládek – báseň Kyklop
- Jaroslav Vrchlický – Kyklopův žal

Výtvarné umění
- Vulkán a Kylópi od Tintoretta z roku 1578
- Kyklópi od L. Giordana z konce 17. století

Sochařství
- Kyklop od E. Palozziho z roku 1957 v Tateově galerii v Londýně